# 瑪哈泰寺 (洛坤府)
瑪哈泰寺，全名「瑪哈泰寺大寺院」，位於泰国南部洛坤府，亦稱「金塔寺」，為洛坤府上座部佛教代表性佛寺。瑪哈泰寺的主佛塔建於13世紀，以供奉佛陀舍利而聞名。每年萬佛節，瑪哈泰寺均舉行盛大的「贈僧布圍金塔」慶典。
洛坤府瑪哈泰寺為泰國著名佛教聖地，洛坤府的府徽圖案為瑪哈泰寺主佛塔；1997年版、2008年版泰銖25撒丹背面圖案為瑪哈泰寺。2012年瑪哈泰寺列為泰國世界遺產的預備名單。

## 歷史沿革
根據傳說，塔納庫曼王子（Prince Thanakuman）與赫姆查拉公主（Princess Hem Chala）到帶著佛陀的舍利至哈賽凱夫（Hat Sai Kaew），並建立一座小佛塔以供奉舍利:8。13世紀初单马令達瑪索卡拉佳國王（King Sri Dhammasokaraja）在洛坤築城時，在小佛塔的原址建立博洛泰佛寺（Wat Phra Borom That）。洛坤為馬來半島古國單馬令的主要城市。單馬令為三佛齊王國的屬國。
歷史學家認為，洛坤曾在戰爭與疫病中死傷殆盡，13世紀初在公眾參與下重建城鎮，並建造一座比以前更大的斯里蘭卡式佛塔，寺廟內其他宗教建築陸續於13－18世紀興建，包括名為「菩提蘭卡聖殿」（Wihan-Bodhi Lanka）的迴廊，此迴廊環繞一棵菩提樹。這棵樹據說是從世界上最古老的菩提樹——摩訶菩提樹移植過來的新芽。

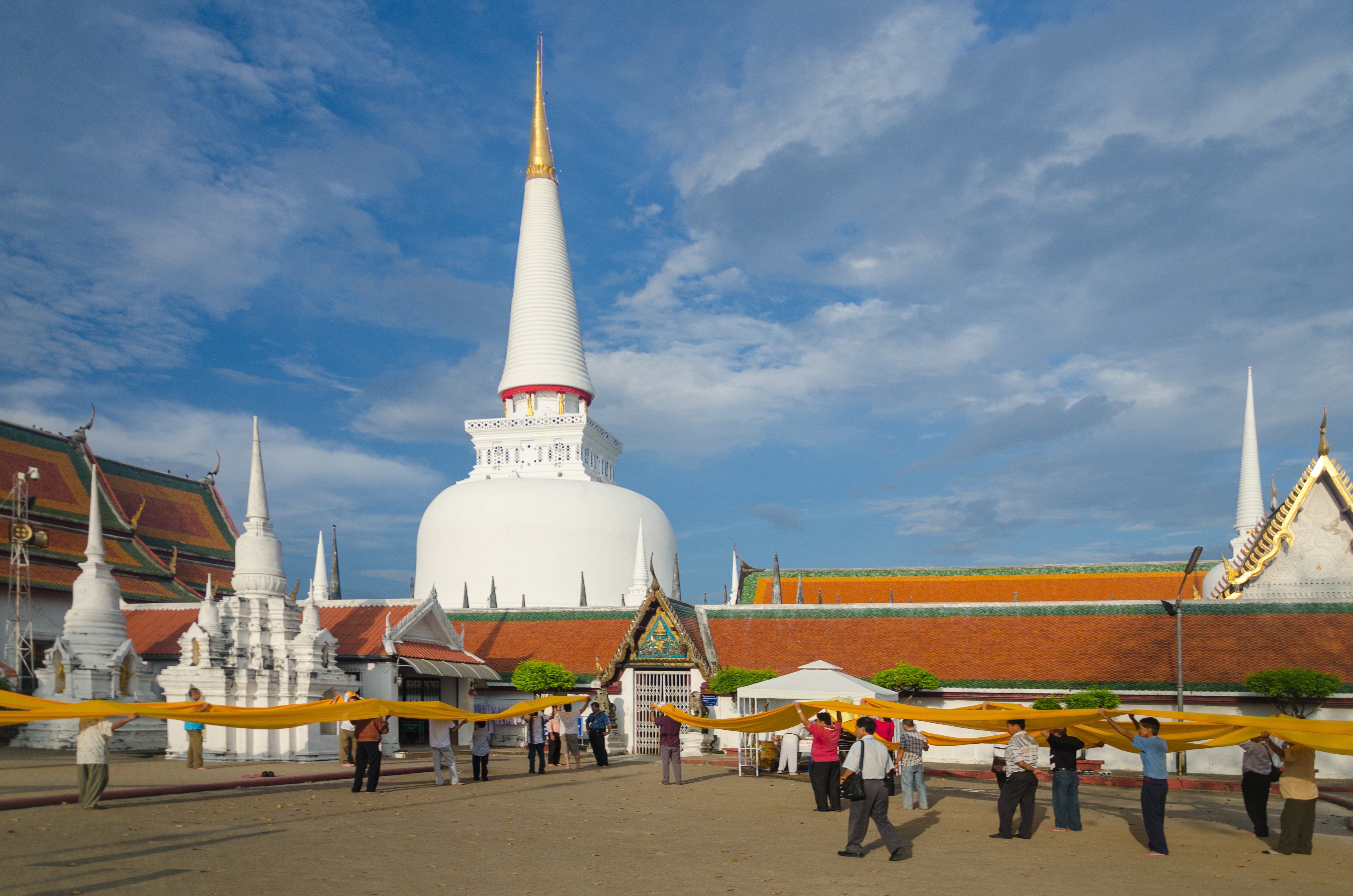
主佛塔「博洛瑪泰佛塔」

寺廟的泰文名稱來自巴利语，字面意思是「有大聖舍利塔的大聖殿」。佛塔呈鐘形，上方有傘狀尖頂。建築受到斯里蘭卡佛教藝術影響，反映了阿育王將佛教由印度傳播到斯里蘭卡，並帶來興建佛塔的傳統。建造佛塔時，洛坤統治者Sri Dhammasokaraja（音譯：達瑪索卡拉佳）字面意思為「偉大的阿育王」。洛坤（音译：那空是貪瑪叻）地名也源自巴利語，意思為「法王之城」。
此佛塔的建造，使洛坤成為上座部佛教的中心。在素可泰王国的銘文中，講述了這座城市和佛塔在王國廣為傳播，強化上座部佛教的影響力。14－17世紀統治統治整個泰國的阿瑜陀耶王国，亦供養這座寺廟。寺廟曾在1612－1616年、1647年、1732－1758年、1769年、1895－1898年、1914年、1972－1974年、1987年、1994－1995年和2009年進行修復工作。瑪哈泰寺在2012年以符合(i)、(ii)、(vi)三項基準，列為泰國世界遺產預備名單。

## 建築
博洛瑪泰佛塔（Phra Borommathat Chedi）是一座建於13世紀初的鐘形佛塔，高55.78（183.0英尺）。此佛塔內被認為有佛陀的舍利，代表它是上座部佛教最重要的遺址之一。寺廟建築群分布於矩形平面，占地5.14公頃（12.7英畝），寺廟四周以磚牆圍繞，有四個大門。寺廟內與傳統佛寺類似，分為兩個區域：供奉佛像、進行宗教活動的區域，以及僧侶居住的區域。

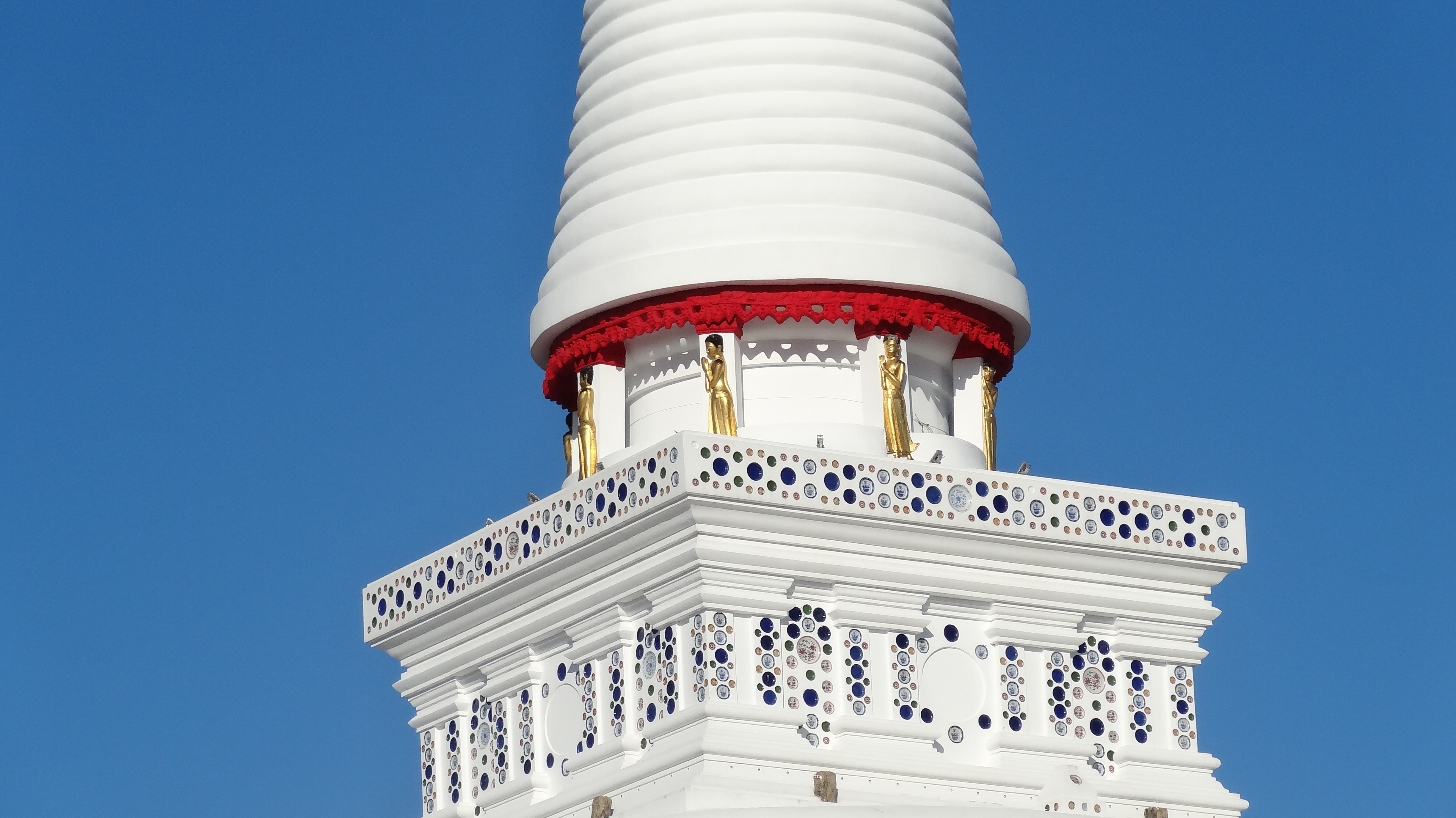
方形平台上方有八尊行走的佛像

主佛塔底座為方形，有矮磚牆，外側有空間供信徒順時鐘繞行佛塔。底層雕刻22頭站立的大象，環繞整個佛塔，雕刻上覆蓋灰泥。底座上方為鐘形佛塔，其上有一個方形平台，上方有八尊行走的佛像，代表八聖道分。平台上方為52個圓環組成的傘狀尖頂，圓環上方的尖頂高6.8（22英尺），尖頂上覆蓋約600（1,300英磅）的金箔，並鑲嵌寶石。主佛塔周圍有158座小佛塔，每個小佛塔造型略有差異，推測為幾百年來信徒去世後所建造的紀念碑，內部存放信徒的骨灰或骨頭。
主佛塔旁有一個覆蓋彩色瓷磚的迴廊，陳列眾多的佛像，其中歷史最久遠可追溯至13－14世紀素可泰王國風格的佛像。通往佛塔的樓梯有類似犛牛樣貌的惡魔巨人守衛；有兩個小佛堂，內有描繪佛陀生平場景的灰泥浮雕；有一個大佛堂，建於15－16世紀，內有阿瑜陀耶王國風格、向內傾斜的柱子，並有裝飾華麗的天花板。
還有一座供奉佛陀十大弟子之一迦旃延的小佛堂；一座博物館，內有一些佛像、吉祥物、信徒貢獻物品等歷史文物；大佛堂北邊有一座有兩層屋頂的蒙多普，內有佛腳印佛殿，以及賈圖坎（Jatukham）王子與拉曼貼普（Ramanthep）王子的青銅雕像。根據學者的說法，這也代表了印度教的神祇室建陀與毗湿奴。

## 文化與慶典

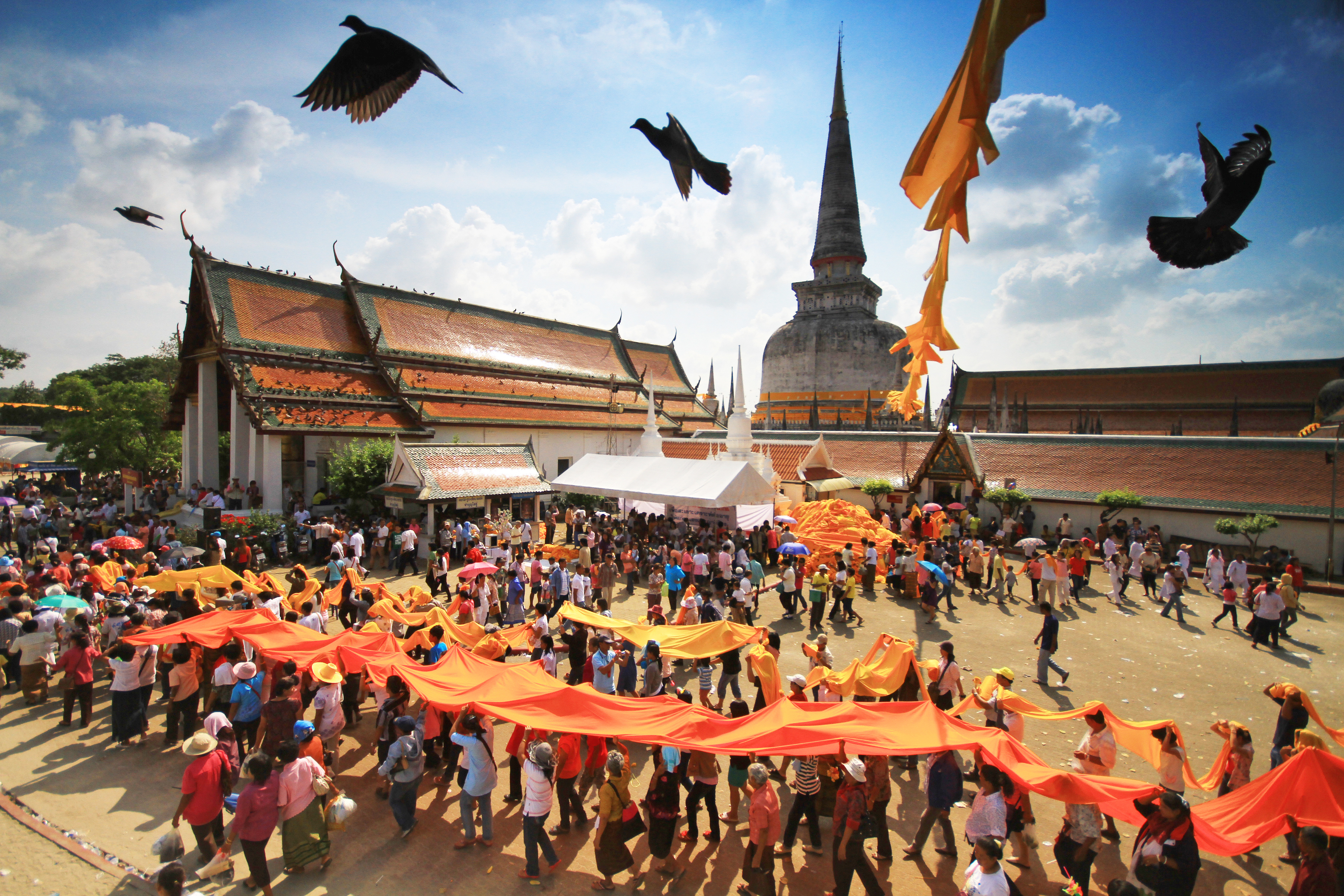
萬佛節「贈僧布圍金塔」慶典

主佛塔建築內涵許多上座部佛教教義。圍繞佛塔底部的22頭大象象徵二十二根；尖頂上52個圓環代表南傳上座部五十二心所；八尊行佛代表八正道，滅苦至阿罗汉，為佛教基本教義。
1997年版、2008年版泰銖25撒丹背面圖案為瑪哈泰寺。洛坤府的府徽圖案為瑪哈泰寺的主佛塔。寺廟亦供奉澤度金天神護身符，被認為是幸運的象徵，吸引大批信眾前來參拜。

### 贈僧布圍金塔
贈僧布圍金塔為每年佛曆三月十五日（萬佛節）於瑪哈泰寺舉行的慶典。萬佛節自1913年起為泰國公眾假日，起源於佛陀在此日，向主動前來的1,250名阿罗汉宣達教義。洛坤府「贈僧布圍金塔」慶典傳說來自於1230年一艘來自斯里蘭卡的「聖布船」，將斯里蘭卡禮佛祈福習俗帶進泰國洛坤府。慶典當日，成千上萬的信眾手持聖布，進入寺廟中並貼著主佛塔繞行3圈，以祈福保平安。

## 圖集

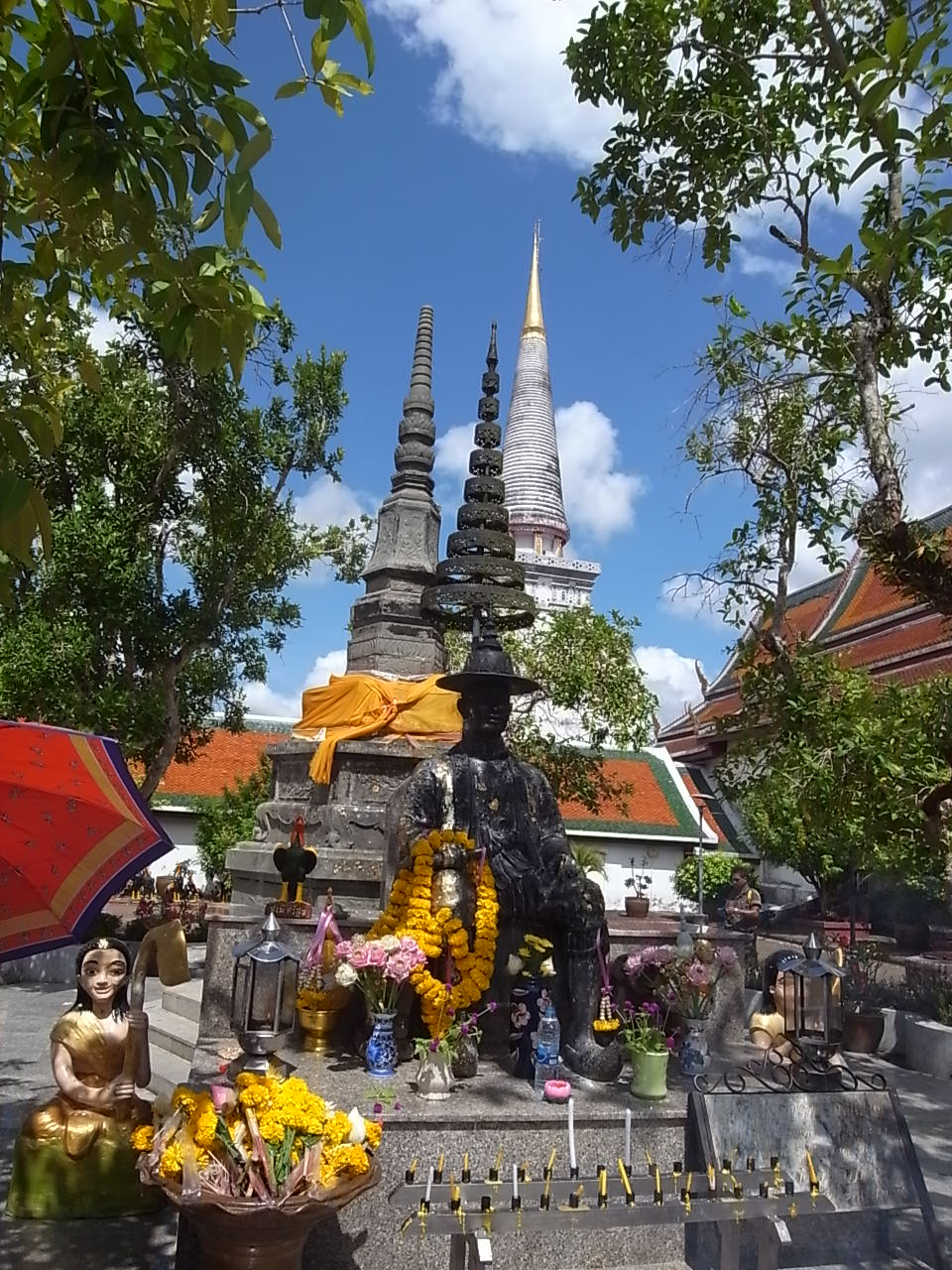
寺廟內達信大帝雕像
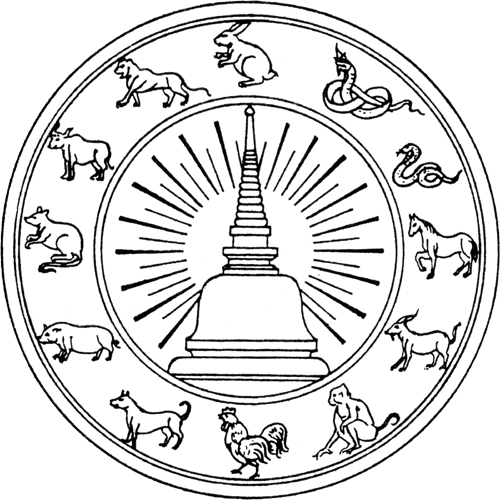
洛坤府的府徽
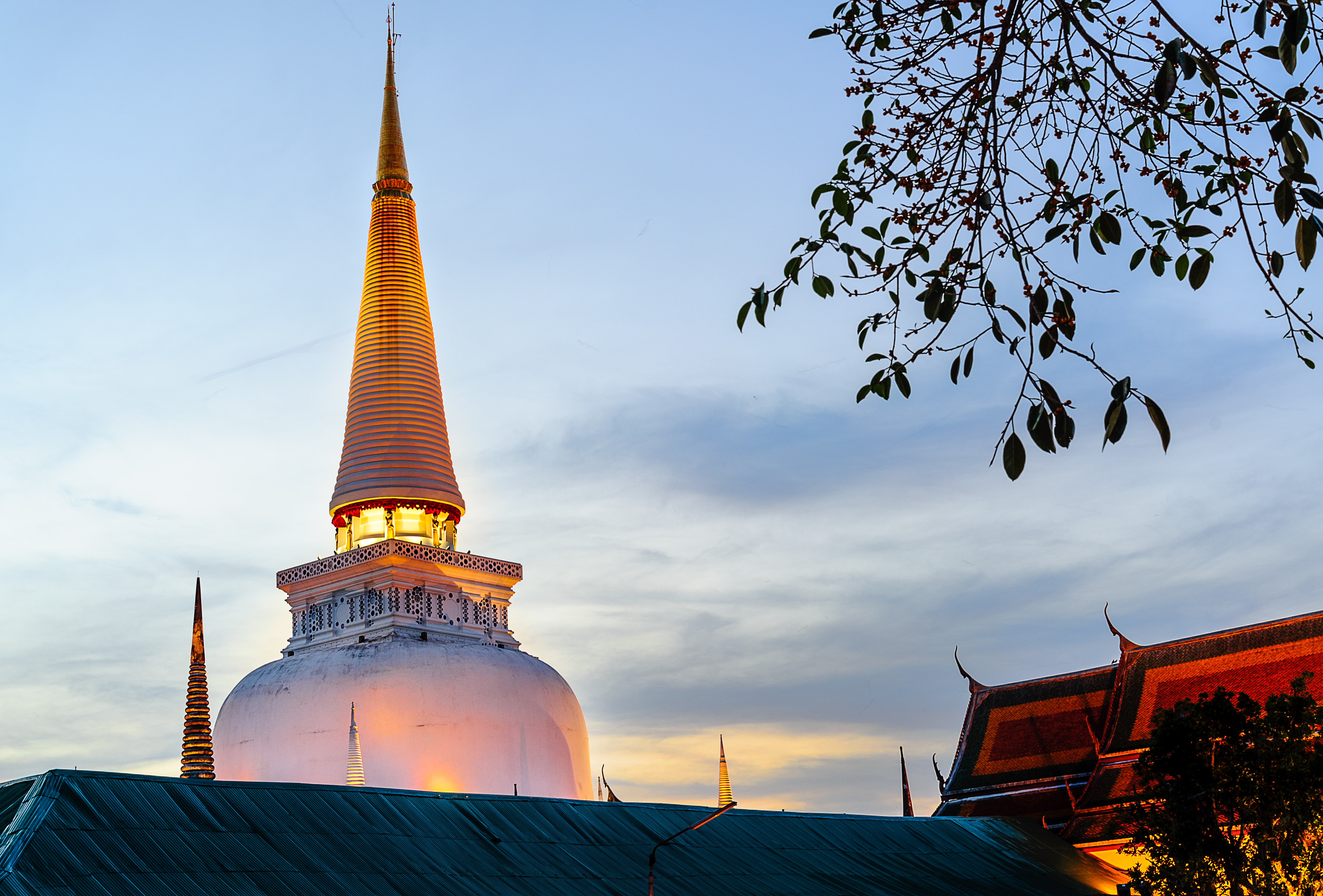
尖頂近距離影像
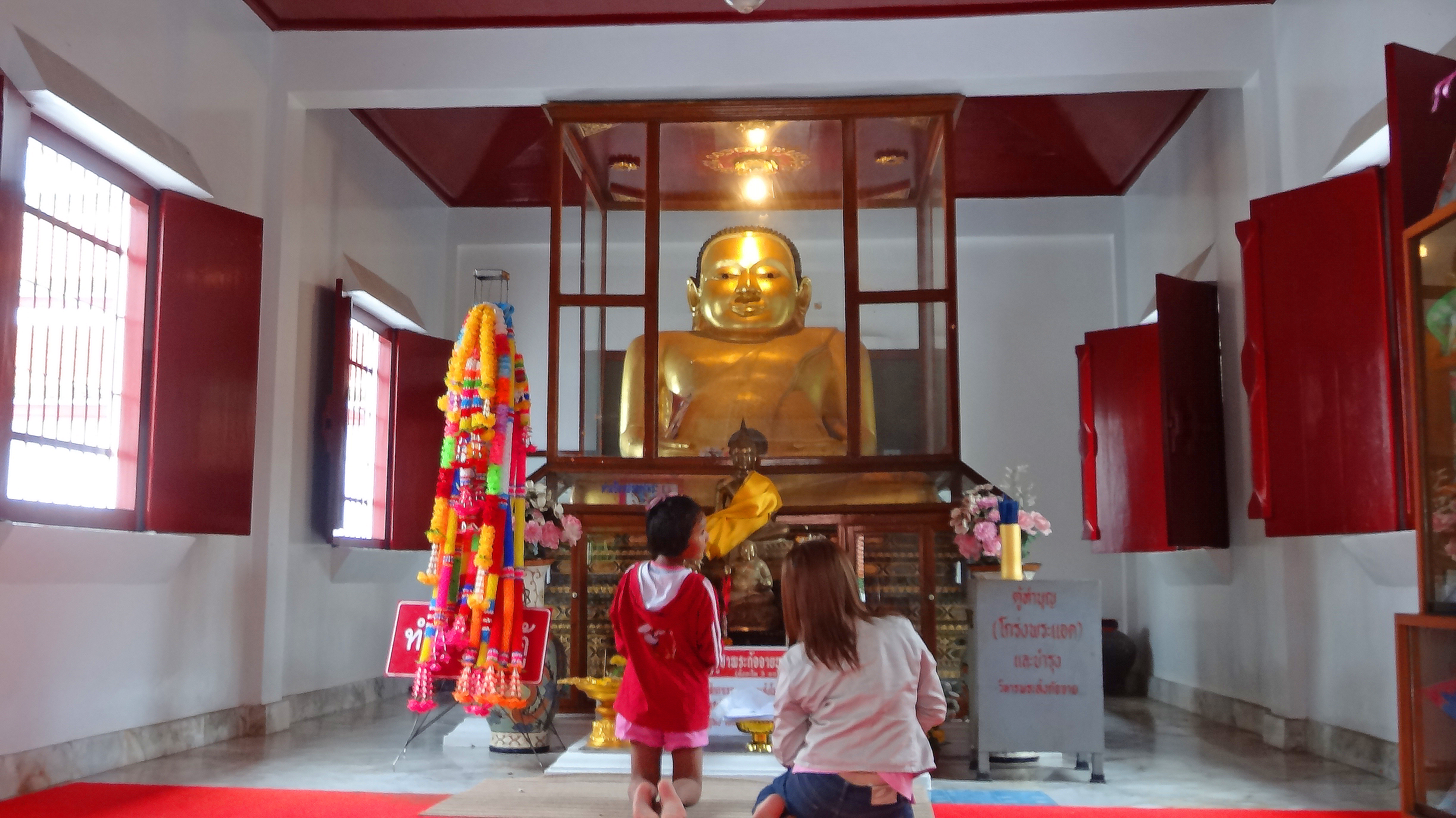
寺廟內佛像
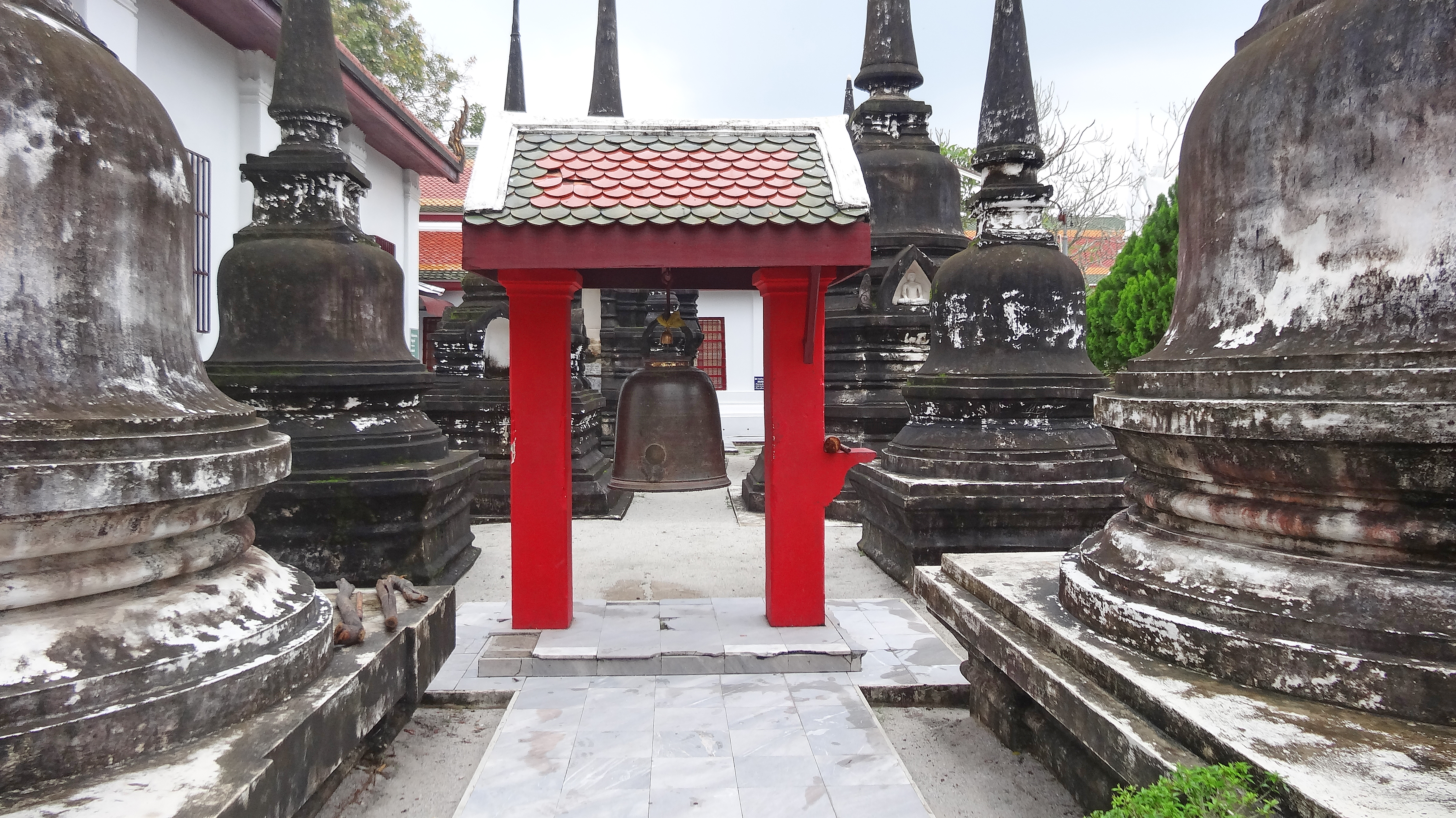
寺廟內小佛堂
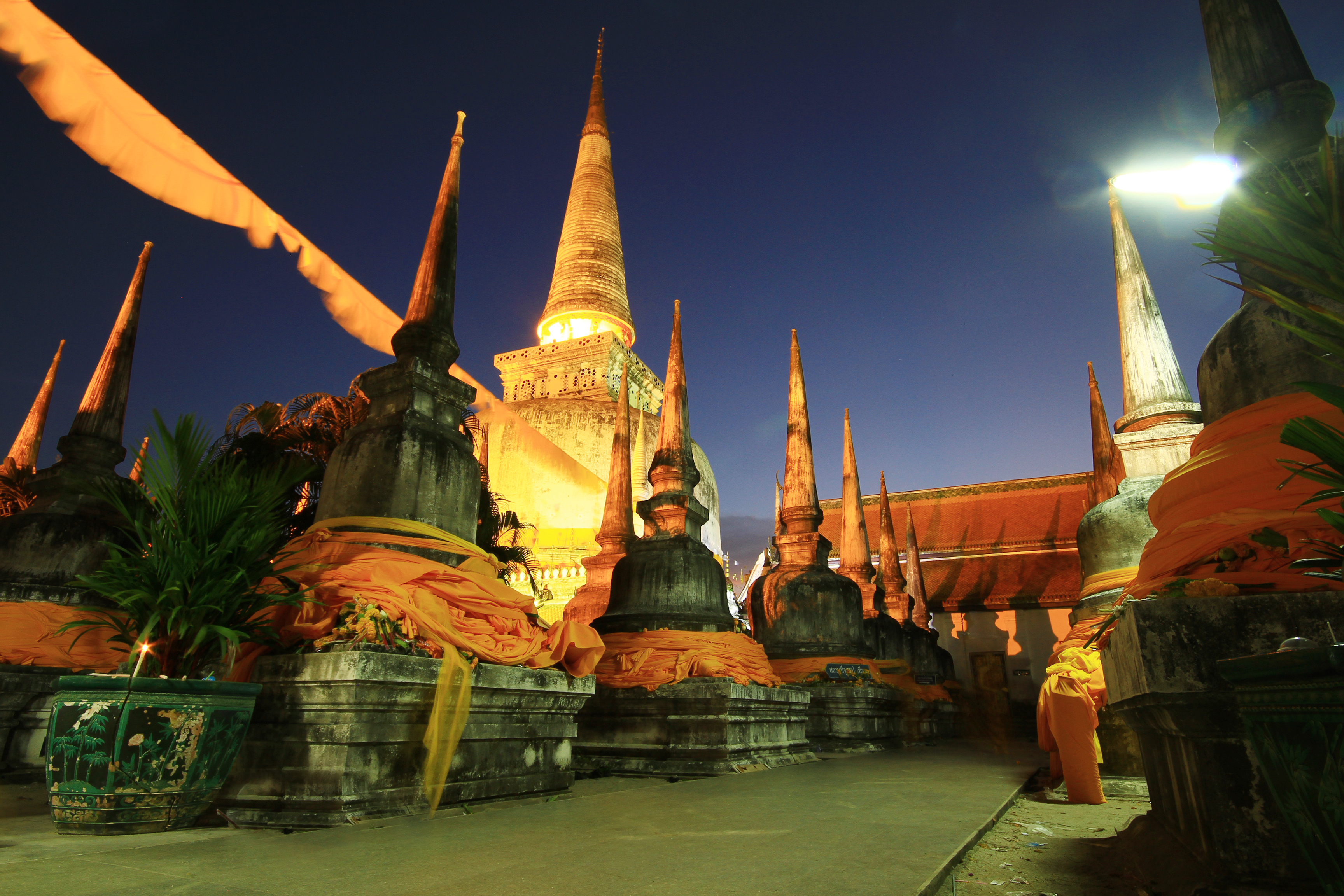
主佛塔旁的小佛塔
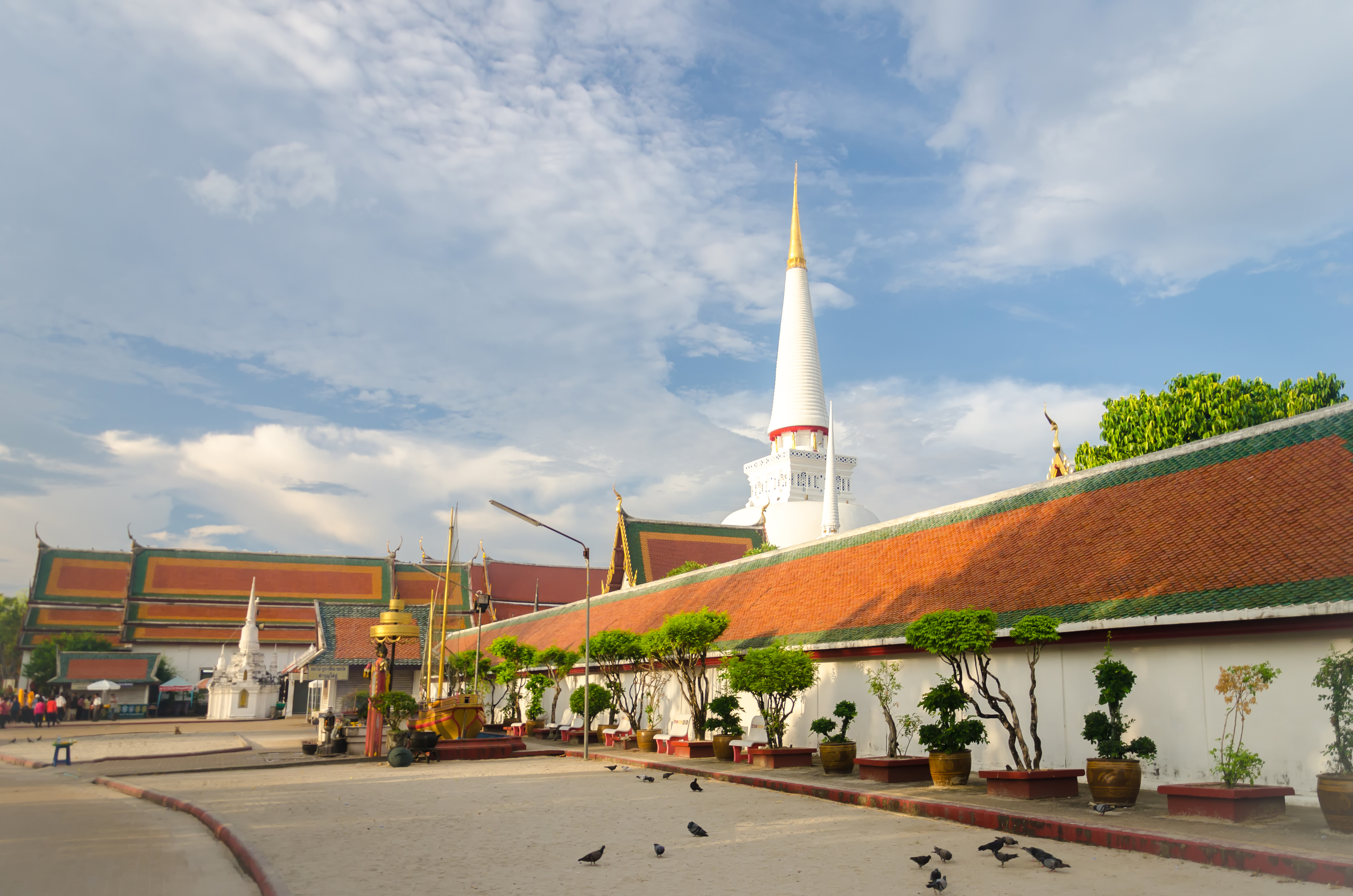
寺廟周邊的圍牆
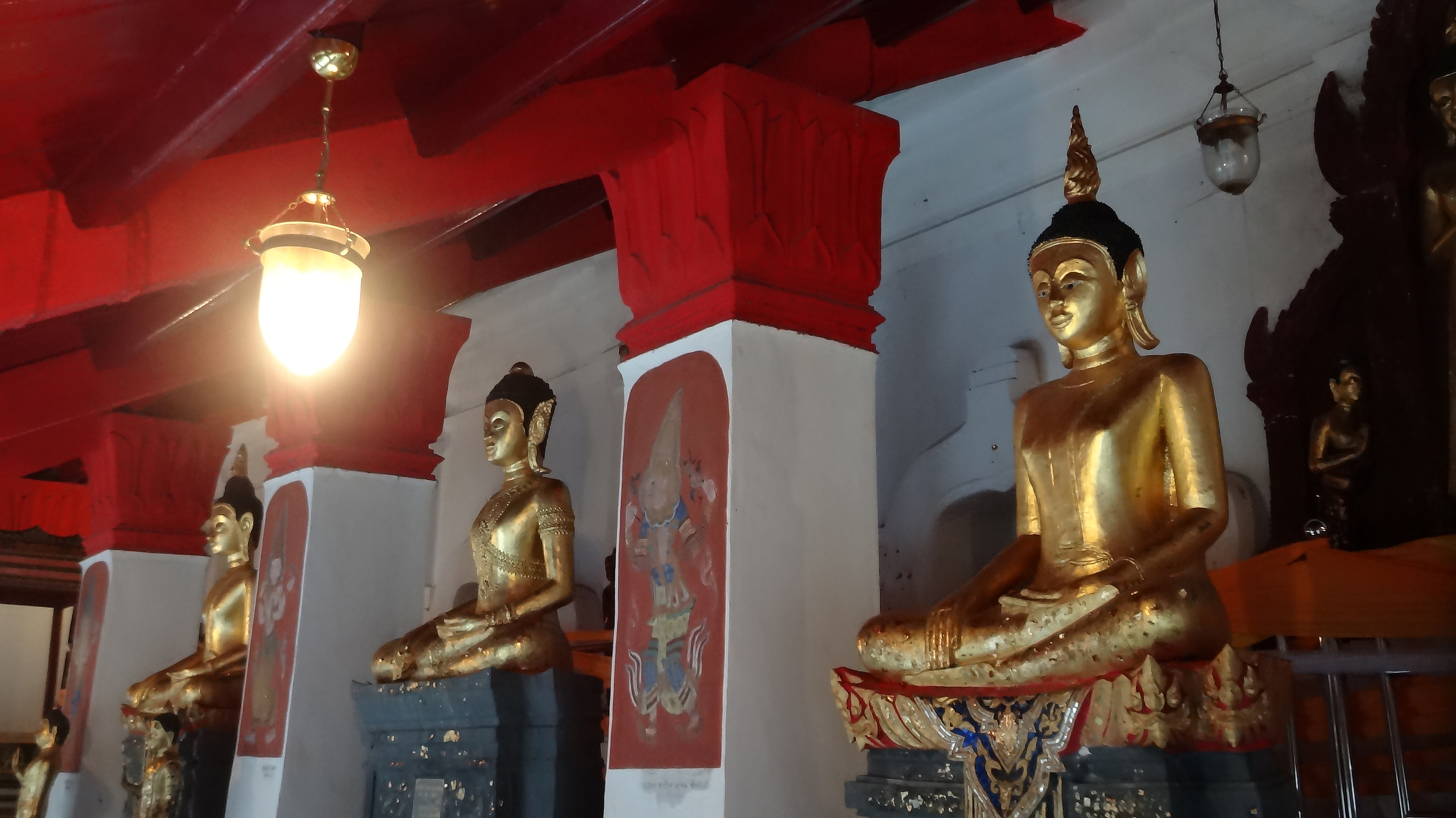
佛塔底部的坐佛
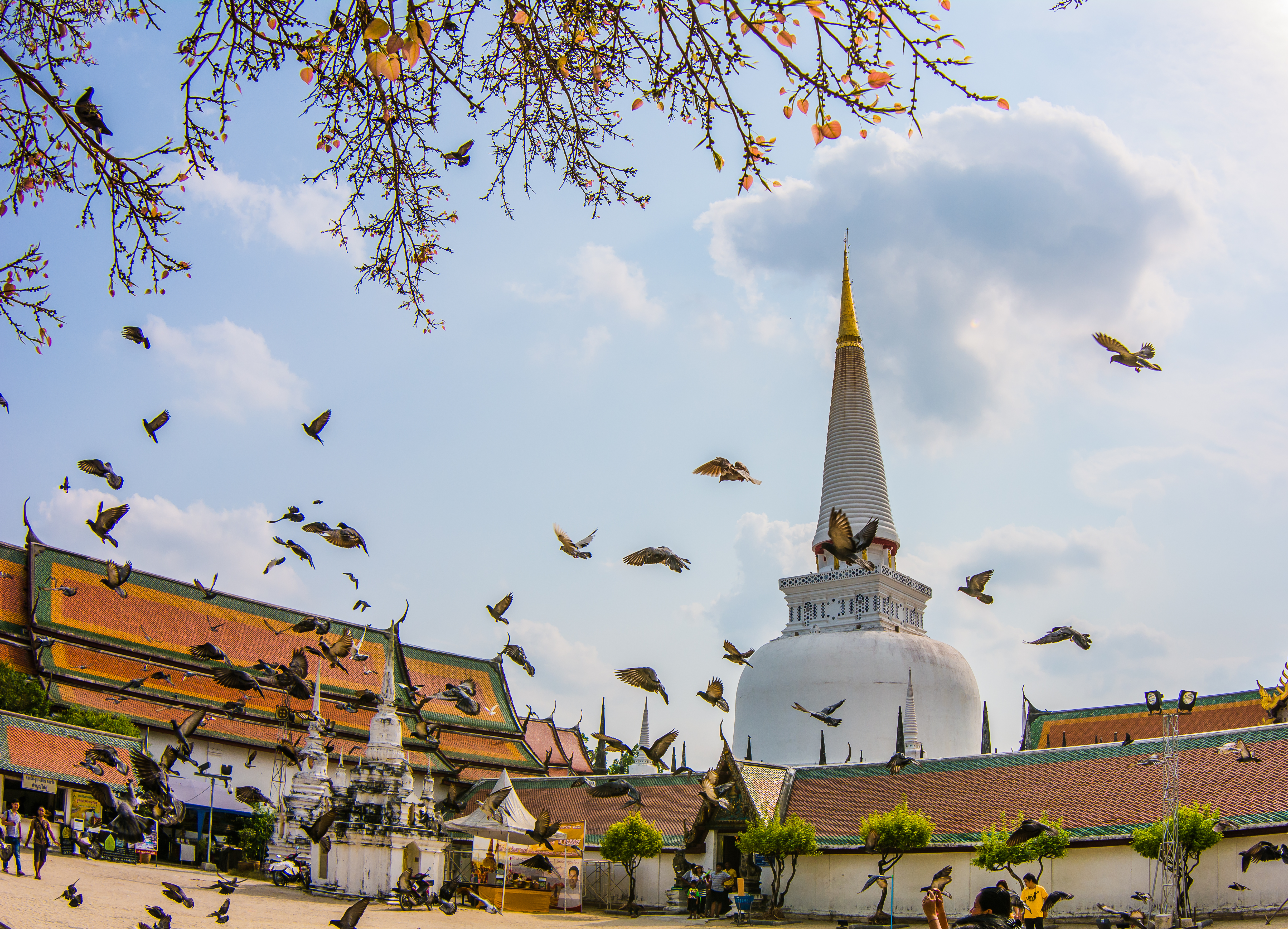
大佛堂南方的市場
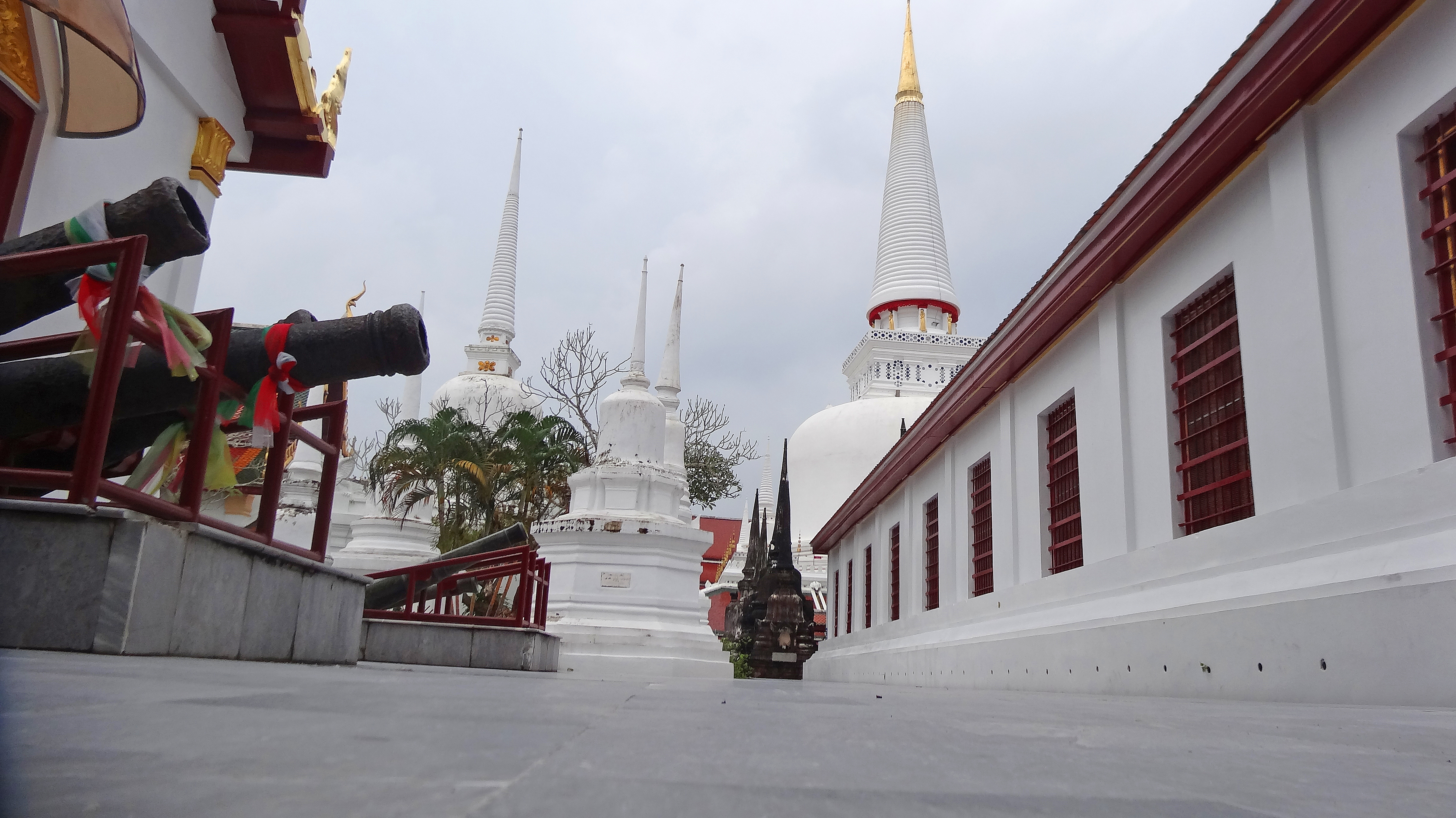
佛塔周圍的小徑